# Уланов (село)
Ула́нов (укр. Уланів, пол. Ułanów) — село в Хмельникском районе Винницкой области Украины.

## История
В начале 1890х годов здесь насчитывалось 283 дома и 2497 жителей (из них 97 ремесленников).
По переписи 2001 года население составляло 3038 человек.
16 октября 2018 года в ходе учений «Чистое небо—2018» возле села произошло крушение истребителя Су-27УБ, принадлежавшего ВС ВСУ, погибли военный летчик І класса полковник Иван Петренко и военнослужащий Воздушных сил Национальной гвардии США.

## Религия
В селе действует храм Вознесения Господнего Хмельницкого благочиния Винницкой епархии Украинской православной церкви.

## Адрес местного совета
22032, Винницкая область, Хмельницкий р-н, с. Уланов, ул. Мира, 9